# Christoph Soukup
Christoph Reinhold Soukup (Viena, 11 de outubro de 1980) é um ciclista de montanha profissional austríaco. Competiu primeiro representando a Áustria nos Jogos Olímpicos de Verão de 2004 em Atenas, onde terminou em décimo quinto na corrida de cross-country masculina, com um tempo de 2:22:50, atrás do ciclista polonês Marek Galiński, com diferença de 36 segundos. Terminou em sexto lugar nos Jogos Olímpicos de Pequim 2008 na mesma prova. Soukup também buscou uma vaga para seu terceiro pelotão austríaco nos Jogos Olímpicos de Verão de 2012 em Londres, mas decidiu retirar-se fora logo da etapa final da Copa do Mundo UCI em La Bresse, França, devido a uma fratura do escafoide.